# Mũi ben Sakka
Mũi ben Sakka (chữ Anh: Ras ben Sakka), là điểm cực bắc của lục địa châu Phi, cũng là điểm cực bắc của Tunisia, nằm ở toạ độ 9°45′17″ kinh đông, 37°20′49″ vĩ bắc, cách Bizerte 15 kilômét, cách hồ Ichkeul - di sản thế giới, 22 kilômét về phía đông bắc, mặt phía nam tựa vào lục địa châu Phi, mặt phía bắc nhìn ra đảo Sardin thuộc Ý.

## Tóm tắt
Lục địa châu Phi từ bắc chí nam dài tổng cộng 8.100 kilômét, phía nam bắt đầu từ mũi Agulhas của Nam Phi (34°49′42″ vĩ nam, 20°00′33″ kinh đông), phía bắc đến mũi ben Sakka của Tunisia (37°20′49″ vĩ bắc, 9°45′17″ kinh đông), từ đông sang tây dài tổng cộng 7.500 kilômét, phía đông từ mũi Hafun của Somalia (10°25′0″ vĩ bắc, 51°16′0″ kinh đông), phía tây đến mũi Vert của Senegal (14°44′41″ vĩ bắc, 17°31′13″ kinh tây).
Mũi ben Sakka cách mũi Blanc - một mũi đất khác, 950 mét về phía tây. Mũi Blanc thường hay bị hiểu lầm là điểm cực bắc của châu Phi. Trên thực tế mũi ben Sakka xa hơn 30 mét về phía bắc so với mũi Blanc.

## Hình ảnh
- Công trình kiến trúc kỉ niệm có khắc bản đồ châu Phi
- Công trình kiến trúc kỉ niệm
- Mũi Blanc (Cape Blanc (Ras al-Abyad)) - mũi đất lân cận